# غرايم هوغو
غرايم هوغو (بالإنجليزية: Graeme John Hugo)‏ هو أكاديمي وجغرافي أسترالي، ولد في 5 ديسمبر 1946 في أديلايد في أستراليا، وتوفي بنفس المكان في 20 يناير 2015.